# Sepia braggi
Sepia braggi е вид главоного от семейство Sepiidae. Видът не е застрашен от изчезване.

## Разпространение и местообитание
Разпространен е в Австралия (Виктория, Западна Австралия, Нов Южен Уелс, Тасмания и Южна Австралия).
Среща се на дълбочина от 36,4 до 124 m, при температура на водата от 13,8 до 18,2 °C и соленост 35,2 – 35,6 ‰.